# Martin Starr
Martin James Pflieger Schienle (Santa Mónica, California, 30 de julio de 1982), más conocido como Martin Starr, es un comediante y actor de cine y televisión estadounidense. Es internacionalmente conocido por su papel en la serie de televisión de la cadena NBC Freaks and Geeks. Ha participado en la serie Silicon Valley y actualmente participa en la serie Tulsa King

## Filmografía

### Cine
| Año  | Título                         | Personaje                | Notas                           |
| ---- | ------------------------------ | ------------------------ | ------------------------------- |
| 2000 | Eyeball Eddie                  | Eddie                    | Cortometraje                    |
| 2001 | Robbie's Brother               | Wayne                    |                                 |
| 2002 | Stealing Harvard               | Empleado de la licorería |                                 |
| 2002 | Cheats                         | Jonathan Jacob Applebee  |                                 |
| 2003 | Who's Your Daddy?              | Scooter                  | Estrenada directamente en video |
| 2003 | Band Camp                      | Shane                    | Cortometraje                    |
| 2004 | Fish Burglars                  | Marty                    | Cortometraje                    |
| 2005 | Kicking & Screaming            | Cliente                  |                                 |
| 2006 | American Storage               | Charlie                  | Cortometraje                    |
| 2006 | A Midsummer's Night Rewrite    | John                     | Cortometraje                    |
| 2007 | Knocked Up                     | Martin                   |                                 |
| 2007 | Superbad                       | James Masselin           |                                 |
| 2007 | Walk Hard: The Dewey Cox Story | Schmendrick              |                                 |
| 2008 | Good Dick                      | Simon                    |                                 |
| 2008 | Adventureland                  | Joel                     |                                 |
| 2008 | The Incredible Hulk            | Mr. Harrington           |                                 |
| 2009 | Paper Heart                    | Él mismo                 |                                 |
| 2009 | Adventureland                  | Joel                     |                                 |
| 2012 | Save the date                  | Andrew                   |                                 |
| 2013 | This Is the End                | Martin Starr             |                                 |
| 2014 | Amira & Sam                    | Sam Seneca               |                                 |
| 2017 | Spider-Man: Homecoming         | Mr. Harrington           |                                 |
| 2019 | Honey Boy                      |                          |                                 |
| 2019 | Spider-Man: lejos de casa      | Mr. Harrington           |                                 |
| 2021 | Spider-Man: No Way Home        | Mr. Harrington           |                                 |
| 2024 | Lousy Carter                   | Kaminsky                 |                                 |

### Televisión
| Año       | Título                | Personaje                                      | Notas                                         |
| --------- | --------------------- | ---------------------------------------------- | --------------------------------------------- |
| 1999      | G vs E                |                                                | Actor invitado; 1 episodio                    |
| 1999-2000 | Freaks and Geeks      | Bill Haverchuck                                | Parte del reparto principal; 18 episodios     |
| 2000      | Normal, Ohio          | Howie                                          | Actor invitado; 1 episodio                    |
| 2001      | Ed                    | Clark Salinger                                 | Actor invitado; 1 episodio                    |
| 2001      | Mysterious Ways       | Dwayne Banbury                                 | Actor invitado; 1 episodio                    |
| 2001-2002 | Roswell               | Monk Pyle                                      | Actor invitado; 3 episodios                   |
| 2002      | Undeclared            | Theo                                           | Actor invitado; 1 episodio                    |
| 2002      | Providence            |                                                | Actor invitado; 1 episodio                    |
| 2003      | King of the Hill      | Andrew/Tommy                                   | Actor invitado (sólo voz); 1 episodio         |
| 2005      | Revelations           | Rubio                                          | Miniseries                                    |
| 2005      | How I Met Your Mother | Kevin                                          | Actor invitado; 1 episodio                    |
| 2005      | Last Laugh '05        |                                                | Especial para televisión                      |
| 2007      | Clark and Michael     | Empleado de la hamburguesería                  | Serie de Internet, actor invitado; 1 episodio |
| 2010-2016 | Hawaii Five-0         | Adam 'Toast' Charles                           | 4 episodios                                   |
| 2011      | Community             | Profesor Cligoris                              | 1 episodio: "Geography of Global Conflict"    |
| 2012      | New Girl              | Dirk, antiguo compañero de universidad de Nick | Actor invitado; 1 episodio                    |
| 2014-2019 | Silicon Valley        | Gilfoyle                                       | Informático amigo de Richard                  |
| 2022-     | Tulsa King            | Bodhi                                          | Socio de Dwight                               |